# Thomas Stipsits
Thomas Stipsits (* 2. August 1983 in Leoben) ist ein österreichischer Kabarettist und Schauspieler sowie Bestseller- und Krimi-Autor.

## Leben

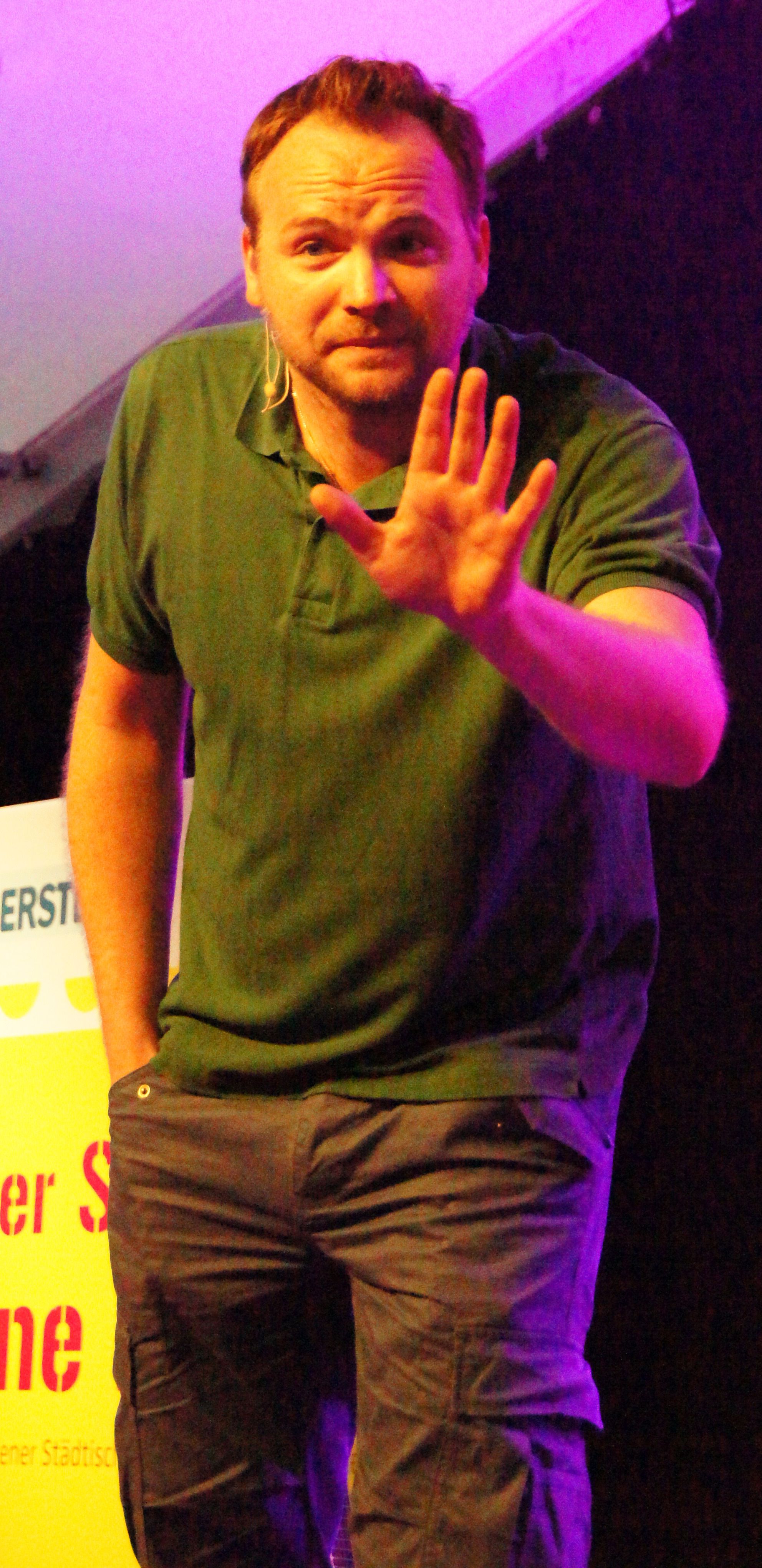
Stipsits, Wiener Stadtfest 2013

Der Obersteirer mit Stinatzer Wurzeln schrieb bereits während seiner Zeit im Oberstufenrealgymnasium BORG Eisenerz (1997–2002) Lieder und kleinere Bonmots, die er 1999 in sein erstes Programm nachgedacht, gemeinsam mit Heiko Ernstreiter (Gitarre) und Christian Keimel (Schlagwerk), packte. Nach Auftritten im Leobner Jugendclub Spektrum gewann er zunehmend an Bekanntheit und erhielt 2000 den Kärntner Kleinkunstpreis in Klagenfurt. Nach Zusammenarbeit mit Georg Danzer, Martin Kosch und Alexander Kropsch feierte sein erstes Soloprogramm tiefkalt am 14. Dezember 2001 Premiere im Theatercafé (Graz).
Im Jahre 2002 moderierte Stipsits erstmals das internationale Komikfestival comicodeon in Kapfenberg. 2004 feierte sein zweites Soloprogramm ERBARMUNGSLOS im Kabarett Niedermair in Wien Premiere. Mit diesem trat er auch erstmals in Italien und Deutschland auf. 2005 war Stipsits in drei Folgen der Comedy-Improvisationsshow Die Frischlinge (ORF) zu sehen, bei der er zwei Mal die Publikumswertung gewann. Sein Soloprogramm Griechenland hatte am 15. Februar 2006 Premiere in Wien. Darin verarbeitete er einerseits seine Leidenschaft für Griechenland, andererseits Teile der griechischen Mythologie.
Ende 2010 war Stipsits in der im ORF ausgestrahlten Sketch-Comedyserie Burgenland ist überall von Leo Bauer zu sehen.
Im Jahr 2015, auf dem Höhepunkt der Flüchtlingskrise wegen des Syrienkriegs, stellte er ein Video über die Vorurteile gegenüber Asylsuchenden ins Internet. Es fand große Aufmerksamkeit und Zustimmung, woraufhin es als Benefizsingle veröffentlicht wurde und es bis in die österreichischen Charts schaffte.
Im österreichischen Tatort mit Eisner und Fellner verkörperte er Manfred „Fredo“ Schimpf, im Juni 2020 stand er das letzte Mal in dieser Rolle vor der Kamera. In der Kinokomödie Love Machine (2019) und der Fortsetzung Love Machine 2 (2022) von Regisseur Andreas Schmied verkörperte er an der Seite von Julia Edtmeier als seiner Schwester Gitti die Rolle des Callboys Georg „Georgy“ Hillmaier. Im 2023 veröffentlichten Film Griechenland hatte er erneut eine Hauptrolle.
Sein Stinatz-Krimi Kopftuchmafia wurde 2023 unter der Regie von Daniel Prochaska für den ORF und Arte verfilmt, im September 2024 starteten die Dreharbeiten zum zweiten Stinatz-Krimi Uhudler-Verschwörung. Im Mai 2025 begannen die Dreharbeiten für die Verfilmung des dritten Stinatz-Krimis Eierkratz-Komplott.

## Privates
Thomas Stipsits war bis 2022 mit Katharina Straßer verheiratet, 2014 wurden sie Eltern eines Sohnes. Im September 2018 wurde ihre Tochter geboren. Thomas Stipsits lebt in Wien, in Niederösterreich und auf der griechischen Insel Karpathos.
Stipsits spricht offen über seine Rehabilitation nach Burn-out und Panikattacken, um anderen Menschen Mut zu machen, sich bei psychischen Problemen professionelle Hilfe zu holen.

## Die Lange Nacht des Kabaretts
Stipsits wirkte ab 2002 auch regelmäßig bei der „Langen Nacht des Kabaretts“ im Kabarett Niedermair mit. Anfangs mit Klaus Eckel, Simon Pichler und den Divas tourte er vier Saisonen mit der „Langen Nacht“ durch Österreich. 2004 bekam die Besetzung Klaus Eckel, Pepi Hopf, Martin Kosch und Thomas Stipsits dafür den Österreichischen Kabarettförderpreis verliehen.

## Programme
- 1999: nachgedacht (mit Heiko Ernstreiter und Christian Keimel)
- 2001: Last Train to Söztoi (mit Martin Kosch und Alexander Kropsch)
- 2001: tiefkalt (erstes Soloprogramm)
- 2004: ERBARMUNGSLOS
- 2006: Griechenland – oder die Legende des heiligen Trinkers
- 2008: Cosa Nostra – Unsere Sache
- 2010: Bauernschach – ein Winterthriller
- 2012: Triest mit Manuel Rubey
- 2015: Gott & Söhne mit Manuel Rubey
- 2018: Stinatzer Delikatessen
- 2024: Lotterbuben (mit Viktor Gernot)

## Auszeichnungen
- 2000: Kärntner Kleinkunstpreis
- 2003: Goldener Kleinkunstnagel

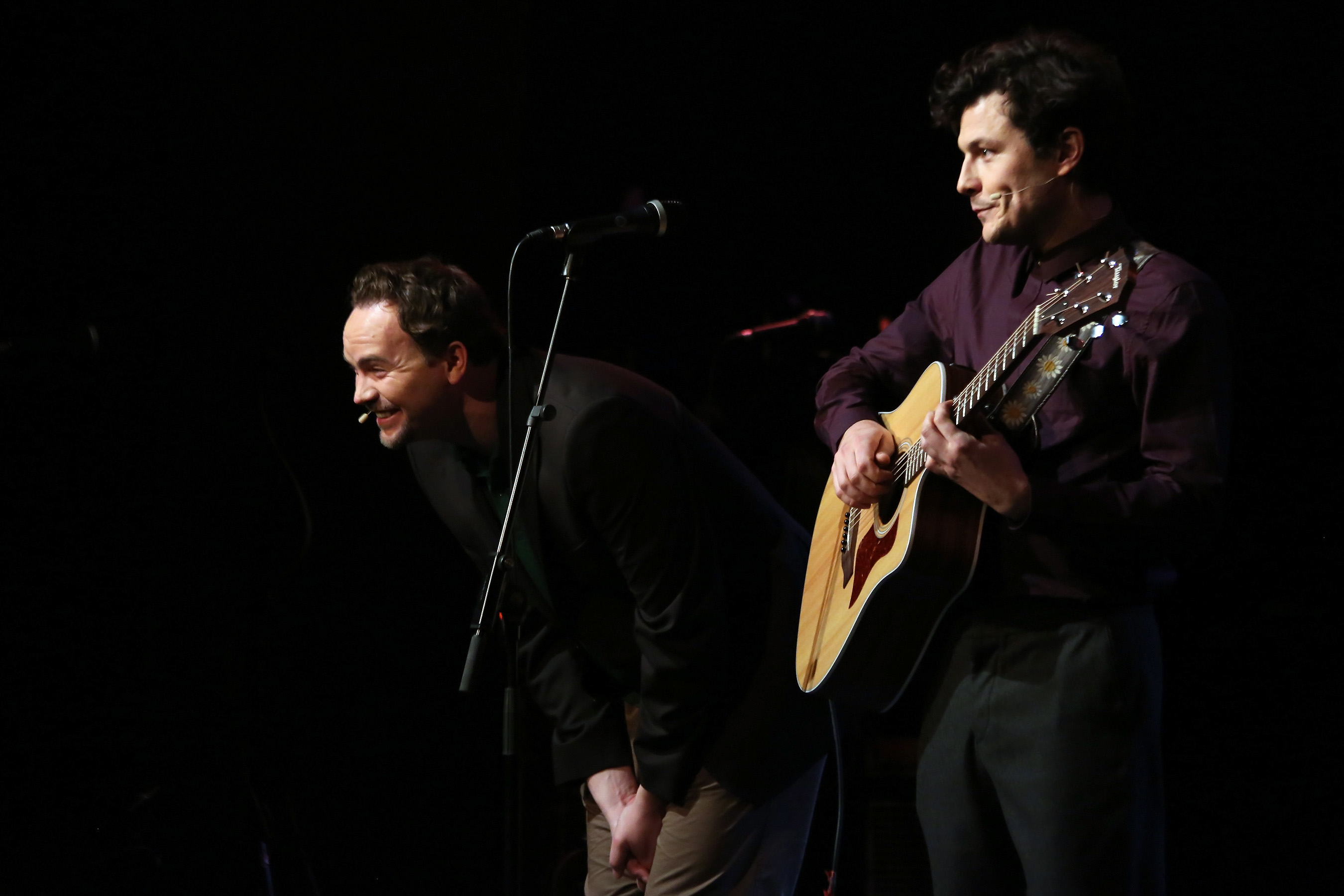
Thomas Stipsits (l.) mit Manuel Rubey (Österreichischer Kabarettpreis 2012)

- 2003: Kulturpreis der Stadt Leoben
- 2004: Österreichischer Kabarettförderpreis (Lange Nacht des Kabaretts)
- 2008: Hallertauer Kleinkunstpreis (D)[12]
- 2012: Österreichischer Kabarettpreis[13]
- 2016: Ybbser Spaßvogel (gemeinsam mit Manuel Rubey)[14]
- 2019: Romy in der Kategorie Beliebtester Schauspieler Kino/TV-Film
- 2021: Salzburger Stier[15]
- 2023: Romy in der Kategorie Beliebtester Schauspieler Film[16]

## Filmografie (Auswahl)
Kino, Fernsehen & Streaming:
- 2006: Jenseits (Regie: Stefan Müller)
- 2010: Echte Wiener 2 – Die Deppat’n und die Gspritzt’n (Regie: Barbara Gräftner)
- 2010: FC Rückpass (Fernsehserie, 4 Folgen)
- 2011: Wie man leben soll
- 2011: fauner consulting (Internetserie)
- 2012: Braunschlag (Fernsehserie, 8 Folgen)
- 2012: Schnell ermittelt (Fernsehserie, 1 Folge)
- 2012–2020: Vier Frauen und ein Todesfall (Fernsehserie, 12 Folgen)
- 2012–2020:  Tatort (Fernsehserie)
  - 2012: Tatort: Falsch verpackt
  - 2013: Tatort: Angezählt
  - 2015: Tatort: Grenzfall
  - 2016: Tatort: Sternschnuppe
  - 2016: Tatort: Die Kunst des Krieges
  - 2017: Tatort: Wehrlos
  - 2017: Tatort: Virus
  - 2018: Tatort: Die Faust
  - 2018: Tatort: Her mit der Marie!
  - 2019: Tatort: Glück allein
  - 2020: Tatort: Pumpen
  - 2020: Tatort: Krank
  - 2020: Tatort: Unten
- 2013: Zweisitzrakete (Regie: Hans Hofer)
- 2013: Bad Fucking (Regie: Harald Sicheritz)
- 2013: Spuren des Bösen – Zauberberg (Regie: Andreas Prochaska)
- 2013: CopStories (Fernsehserie, 1 Folge)
- 2014: Landkrimi – Steirerblut (Regie: Wolfgang Murnberger)
- 2015: Gruber geht (Regie: Marie Kreutzer)
- 2015: Altes Geld (Serie)
- 2015: Das Ewige Leben
- 2015: Blockbuster – Das Leben ist ein Film
- 2016: Kater (Regie: Klaus Händl)
- 2016: Pregau – Kein Weg zurück (Miniserie, 4 Folgen)
- 2016: Horvathslos – Alltag am Wamserplatz (Staffel 3) (Regie: Bernhard Speer)
- 2017: Baumschlager (Hauptrolle, Regie: Harald Sicheritz) – Kinostart: 22. September 2017
- 2018–2022: Vorstadtweiber (Fernsehserie, 14 Folgen)
- 2018: Stadtkomödie – Geschenkt (Fernsehreihe)
- 2019: Love Machine (Kinofilm)
- 2021: Rotzbub (Stimme)
- 2022: Love Machine 2 (Kinofilm)
- 2023: Griechenland (Kinofilm)
- 2024: Andrea lässt sich scheiden (Kinofilm)
- 2024: Kopftuchmafia – Ein Stinatz-Krimi (Fernsehreihe, Alternativtitel Dorfkrimi – Die tote Braut)
- 2025: Uhudler-Verschwörung – Ein Stinatz-Krimi (Fernsehreihe)

## Publikationen
- Das Glück hat einen Vogel. Ueberreuter-Verlag, Wien 2017, ISBN 978-3-8000-7677-2.

Stinatz-Krimis
- Kopftuchmafia. Ein Stinatz-Krimi. Verlag Carl Ueberreuter, Wien 2019, ISBN 978-3-8000-7728-1.
- Uhudler-Verschwörung. Ein Stinatz-Krimi. Verlag Carl Ueberreuter, Wien 2020, ISBN 978-3-8000-9003-7.
- Eierkratz-Komplott. Ein Stinatz-Krimi. Verlag Carl Ueberreuter, Wien 2022, ISBN 978-3-8000-9009-9.
- Allerheiligen-Fiasko. Ein Stinatz-Krimi. Verlag Carl Ueberreuter, Wien 2024, ISBN 978-3-8000-9014-3.

## Dokumentation
- 2023: dokFilm: Orte der Kindheit: Thomas Stipsits mit Peter Schneeberger, Regie Ute Gebhardt, ORF 2023, 30 Minuten[17][18]
- 2023: Thomas Stipsits – Das Beste zum 40. Geburtstag, ORF 2023, 94 Minuten[19]